# 澳門國際美食之都嘉年華
澳門國際美食之都嘉年華（葡萄牙語：Festa Internacional das Cidades de Gastronomia Macau），由澳門旅遊局主辦，於2024年首度舉辦，以三大亮點活動作出呈獻，包括：「國際美食大道」、「美食之都廚藝展示」及「澳門國際美食論壇」；舉行目的是以促進「旅遊＋美食」跨界聯動，展示澳門「創意城市美食之都」的內涵及平台優勢，鞏固澳門作為「世界旅遊休閒中心」的地位。
澳門國際美食論壇（葡萄牙語：Fórum Internacional de Gastronomia），由澳門旅遊局主辦以美食為主題的論壇活動，於2016年11月首度舉辦，作為澳門被聯合國教科文組織全球創意城市網絡評定為「創意城市美食之都」的系列活動之一，匯聚全球各地的聯合國教科文組織全球創意城市網絡成員、機構代表及專家學者，來澳交流並分享成功經驗，作為打造澳門“創意城市美食之都”的未來發展及重要活動之一。

## 背景及歷史

### 首屆澳門國際美食論壇
為了將澳門打造成為“美食之都”，旅遊局於2016年11月23日至26日期間首度舉辦「澳門國際美食論壇2016」，期間邀請到聯合國教科文組織全球創意城市網絡成員、專家及學者交流並分享成功案例，特意籌辦目的是透過首屆美食論壇，冀澳門在建設“世界旅遊休閒中心”過程中打造成美食之都。

### 申報“創意城市美食之都”之過程
自2015年起，澳門特區政府開始籌劃申請聯合國教科文組織的全球創意城市網絡美食之都工作，期期得到中華人民共和國中央人民政府的大力支持，以及本地業界和各方齊心協力。在申報成功後，將“美食文化”作為第五大版塊加入原有的文化創意產業領域。
2017年1月19日，澳門特別行政區政府召開中國澳門申報聯合國教科文組織創意城市網絡工作委員會第一次全體會議，會議匯報了申請加入成為聯合國教科文組織創意城市網絡美食範疇成員的工作進度，並討論澳門申都的具體方向和政策以及工作委員會的分工等，籌備申報工作同時作為該年澳門特區政府的重點工作之一。
2017年10月31日，繼澳門文化局澳門檔案館和葡萄牙東波塔國家檔案館聯合申報的“漢文文書”（“清代澳門地方衙門檔案（一六九三──一八八六）”）正式成功列入國際級別的《世界記憶名錄》後，聯合國教科文組織宣佈澳門正式獲評定為聯合國教科文組織全球創意城市網絡美食範疇的新成員城市，讓澳門成為聯合國教科文組織－“創意城市美食之都”，成為第三個獲評定為創意城市美食之都的中國城市。
2017年11月1日，時任社會文化司司長譚俊榮表示，為配合申報成功後將啟動多項活動或項目，當中包括加強職業培訓及舉辦年度的澳門國際美食論壇，參與各創意城市舉辦之國際交流活動，並且成立由政府部門及私營機構組成的管理單位，以落實各相關舉措和項目，監督執行狀況。同年11月9日，社文司司長譚俊榮表示將與相關部門會共同協作，做好餐飲安全以及地方美食與特色老店的傳承監督工作，文化產業委員會亦成立“美食文化產業專項小組”，集合飲食業、旅遊界、學術界及民間組織等各界人士，共同研究如何支持本地特色美食的傳承及發展，廣泛聽取社會各界的意見和建議，目的是將“美食之都”這張名片打造得更亮麗。

### 論壇恆常舉辦
2018年，“澳門國際美食論壇2018”於1月17日至19日舉行，匯聚來自世界各地的聯合國教科文組織創意城市網絡成員、機構代表及專家學者來澳交流並分享成功經驗，主題為“美食的潛力”，分別邀請到瑞典、韓國、中國大陸北京市及澳門四個創意城市的高等教育與研究機構代表分享案例，探討美食、創意、文化與教育的關係。論壇亦同時進行“2018澳門美食年”的啟動儀式，儀式標誌著連串本地與海外推廣、教育及相關活動項目相應展開，助力澳門打造成美食之都。
2019年，“澳門國際美食論壇2019”於1月19至21日舉行，其中論壇的演講及討論環節將於1月21日舉行，以“美食與創意的可能性”為主題，各地代表此行亦將出席分別為聯合國教科文組織─“創意城市美食之都”和中國的創意城市而設的內部會議，並藉機遊覽澳門，到訪本地街市、了解多項本地新建設及活動等，深入體驗澳門的美食文化與城市發展。論壇舉行期間（2019年1月19日及20日），澳門首次邀請到來自世界各地聯合國教科文組織─“創意城市美食之都”的廚師代表於雅文湖畔舉行戶外公開廚藝表演。

### 澳門國際美食之都嘉年華舉辦
2024年，為慶祝澳門特別行政區成立二十五周年紀念，「澳門國際美食之都嘉年華」於2024年6月14日至23日期間首度舉辦，其中「澳門國際美食論壇」作為嘉年華三大亮點活動之一，另外兩大亮點活動包括國際美食大道」及「美食之都廚藝展示」。其中“國際美食大道”於澳門漁人碼頭羅馬廣場及勵駿大道舉行，邀請到中國六座「美食之都」（成都、順德、澳門、揚州、淮安和潮州）及亞洲三座「美食之都」（泰國普吉、馬來西亞古晉和菲律賓伊洛伊洛）共100個美食展位商戶參與；「美食之都廚藝展示」邀請到27個「美食之都」的廚師代表，帶來共62場公開廚藝展示；「澳門國際美食論壇」更作為COVID-19疫情後首個論壇活動，於2024年6月17日在澳門漁人碼頭會議展覽中心會展大堂舉行。
「2025澳門國際美食之都嘉年華」於2025年7月11日至7月20日在澳門漁人碼頭舉辦，活動以「香料及香草」為題，聯動6大洲21個國家的34個「創意城市美食之都」參與。一共邀請來自全球14個「美食之都」城市參與，「美食之都廚藝展示」有來自28個「美食之都」的廚師帶來逾60場精彩紛呈的廚藝展示。「澳門國際美食論壇」於7月14日在會展中心舉行，以「香韻人生：澳門百味牽」為主題。

## 活動內容
在2024年5月中下旬，中央港澳工作辦公室主任、國務院港澳事務辦公室主任夏寶龍來澳門考察調研期間，勉勵各界齊心協力擦亮澳門國際大都市的“金名片”。旅遊局也透過與全球不同城市合作、舉辦不同的國際性活動或會議，以推廣澳門旅遊並提升旅遊產品質量，展示澳門作為“世界旅遊休閒中心”的內涵，尤其是打造澳門世界文化遺產和“創意城市美食之都”的“金名片”。
2024年的“澳門國際美食之都嘉年華”活動為首次舉辦，共吸引全球來自30個“創意城市美食之都”代表參與，活動分為三大亮點包括“國際美食大道”、“美食之都廚藝展示”及“澳門國際美食論壇”，旅遊局期望嘉年華活動和國際美食論壇能夠促進“美食＋旅遊”盛事活動的元素及大健康等領域發展得以融合，打造成為全球創意城市網絡成員城市交流新平台，並共同擦亮澳門國際大都市“金名片”。活動預算方面為2,440萬元，其中政府承擔940萬元，其餘部分由六大綜合渡假休閒企業承擔。

### 澳門國際美食論壇
澳門國際美食論壇（葡萄牙語：Fórum Internacional de Gastronomia），曾於2016年、2018年及2019年舉辦，2024年為COVID-19疫情後首度復辦，並將首度舉辦的“澳門國際美食之都嘉年華”並把論壇列入亮點活動之一。論壇邀請全球美食之都、餐飲業界及全球創意城市網絡成員參與，圍繞美食為主題探討餐飲業的趨勢。

### 廚藝展示表演
在“澳門國際美食論壇2019”舉行期間，旅遊局首度邀請到來自世界各地聯合國教科文組織─“創意城市美食之都”的廚師代表，於2019年1月19日及20日在南灣湖雅文湖畔公開向公眾呈獻戶外廚藝表演，作為該年論壇的重點活動及慶祝澳門特別行政區成立二十周年紀念，應邀代表分別來自包括澳門在內的20個“創意城市美食之都”及另外兩個中國申都城市合共30多位廚師代表，年齡介乎18至40歲青年參與，展示各地的新世代廚藝並啟發澳門的年輕一代。
2024年“澳門國際美食嘉年華”進行行期間，舉行「美食之都廚藝展示」戶外表演，邀請來自世界多地包括澳門在內的27個「美食之都」的廚師代表，將於活動期間在澳門漁人碼頭勵駿大道主舞台輪番上場，帶來約60場廚藝展示，同時分享他們的烹飪技巧和知識，19個國家當中的黎巴嫩等國家是第一次來到澳門展示廚藝。其中，6月14、15及17日定為中國“美食之都”專場。廚師代表將分享其烹飪技巧和知識，所製作的美食將在每場展示結束後讓觀眾免費品嚐，共同感受各城市的美食文化及“味”力。

### 國際美食大道
國際美食大道（英語：International Gastronomy Promenade）於澳門漁人碼頭羅馬廣場以及勵駿大道兩旁設置約100個美食展位，當中包括來自澳門本地、六大綜合度假休閒企業，以及來自中國大陸美食之都城市包括四川省成都市、浙江省揚州市、廣東省佛山市順德區、潮州市；江蘇省淮安市共86個展位，更特別邀請到亞洲三座“美食之都”城市的餐飲商戶代表親臨澳門，包括泰國布吉、馬來西亞古晉及菲律賓伊洛伊洛市共14個展位，展現各“美食之都”城市獨特的美食風貌，促進“旅遊+美食”跨界融合發展，增加旅客的體驗，同場設有700個用餐位的用餐區、遊戲區、濱海酒吧區及定點表演。

## 歷屆論壇及嘉年華活動資料
| 年份                   | 舉辦日期         | 舉辦場地                         | 主題                                                              | 備注 |                  |
| 澳門國際美食論壇       | 澳門國際美食論壇 | 澳門國際美食論壇                 | 澳門國際美食論壇                                                  | 澳門國際美食論壇 | 澳門國際美食論壇 |
| ---------------------- | ---------------- | -------------------------------- | ----------------------------------------------------------------- | --- | ---------------- |
| 2016                   | 11月23日-26日    | 澳門美高梅                       | 「美食的魅力」                                                    | 與第16屆澳門美食節同期舉行 |                  |
| 2018                   | 1月17日-19日     | 澳門旅遊塔會展娛樂中心四樓       | 「美食的潛力」                                                    | 作為「2018澳門美食年」重點活動之一 |                  |
| 2019                   | 1月18日-20日     | 澳門JW萬豪酒店                   | “美食與創意的可能性”                                              | - 吸引21個聯合國教科文組織“創意城市美食之都”代表參與 - 首度舉行「創意城市美食之都」廚藝表演，作為論壇重點活動之一 |                  |
| 2024                   | 6月17日          | 澳門漁人碼頭會議展覽中心會展大堂 | “Holistic Gastronmy: Eat well, live well” （整全美食：識食･樂活） | - 疫情後首度復辦，邀請全球“美食之都”的代表、餐飲業界翹楚及內地其他範疇的網絡成員城市代表，以及綜合度假休閒企業的代表參加 - 設有兩個專題環節及交流會議，不同領域的翹楚及企業代表將到場分享經驗和見解 - 早上設有兩個專題討論環節：“探索澳門的美食與大健康的展望”及“美食推動商業與旅遊業的韌性發展” ；下午舉行創意城市網絡成員交流會。 |                  |
| 2025                   | 7月14日          | 澳門漁人碼頭會議展覽中心會展大堂 | 「香韻人生：澳門百味牽」                                          | - 《南華早報》為該年論壇合作夥伴 - 設兩場主旨演講和三場專題討論環節 - 三場專題討論環節——“香料的歷史長卷：追溯融合菜系的根與源”、“風味交響曲：面向世界的澳門當代融合饗宴”及“香傳萬里：共慶文化交融與社群凝聚” |                  |
| 澳門國際美食之都嘉年華 |                  |                                  |                                                                   | |                  |
| 2024                   | 6月14日-23日     | 澳門漁人碼頭羅馬廣場及勵駿大道   |                                                                   | - 首度舉辦 - 一連十天活動共吸引約10.7萬人次參與，旅遊局官方社交媒體帳號總曝光量超過2,840萬 |                  |
| 2025                   | 7月11日-19日     | 澳門漁人碼頭羅馬廣場及勵駿大道   | 「香料及香草」                                                    | - 受熱帶氣旋韋帕影響，嘉年華活動因7月20日不具備條件進行，因此決定提前一天結束。如三號風球生效將即停止開放，免費穿梭巴士服務亦同時停止服務。 |                  |

## 外部連結
- 澳門旅遊局 - 2024澳門國際美食之都嘉年華 （页面存档备份，存于）